# Eulophus nebulosus
Eulophus nebulosus is een vliesvleugelig insect uit de familie Eulophidae. De wetenschappelijke naam is voor het eerst geldig gepubliceerd in 1887 door Provancher.